# Девід О. Сакс
Девід Олівер Сакс (англ. David Oliver Sacks; нар. 25 травня 1972, Кейптаун, ПАР) — південноафрикансько–американський підприємець, автор та інвестор у фірми інтернет-технологій. Він є генеральним партнером «Craft Ventures», фонду венчурного капіталу, який він заснував наприкінці 2017 року. Крім того, він є співведучим подкасту «All In» разом із Чаматом Паліхапітією, Джейсоном Калаканісом і Девідом Фрідбергом. Раніше Сакс був головним операційним директором і керівником продуктів «PayPal», а також засновником і генеральним виконавчим директором «Yammer». У 2016 році він став тимчасовим генеральним директором «Zenefits» протягом десяти місяців. У 2017 році Сакс став співзасновником «Craft Ventures», венчурного фонду на ранній стадії. Його ангельські інвестиції включають «Facebook», «Uber», «SpaceX», «Palantir Technologies» і «Airbnb». У грудні 2024 року новообраний президент Дональд Трамп призначив Сакса ШІ та крипто царем Білого дому у майбутній адміністрації.

## Раннє життя та освіта
Сакс народився в єврейській сім'ї в Кейптауні, Південна Африка, і емігрував до Теннессі, Сполучені Штати, разом зі своєю сім'єю, коли йому було п'ять років. Хоча Сакс не знав, що хоче стати підприємцем, він не хотів працювати за професією, як його батько, який був ендокринологом. Він черпав натхнення від свого діда, який заснував цукеркову фабрику в 1920-х роках.
Сакс відвідував школу Мемфіського університету в Мемфісі, штат Теннессі. Він здобув ступінь бакалавра економіки в Стенфордському університеті в 1994 році та отримав ступінь доктора права в Школі права Чиказького університету в 1998 році.

## Кар'єра

### PayPal
У 1999 році Сакс залишив свою роботу консультанта з менеджменту в «McKinsey & Company», щоб приєднатися до Макса Левчина, Пітера Тіля та Люка Носека в стартапі електронної комерції «Confinity». Пізніше, того ж року, Сакс був першим продакт-лідером визначного продукту «Confinity» та його корпоративного наступника — «PayPal». Отримавши посаду головного операційного директора «Paypal», він створив багато ключових команд компанії та відповідав за управління продуктами та дизайн, продажі та маркетинг, розвиток бізнесу, міжнародне обслуговування клієнтів, попередження шахрайства та кадрові функції. «PayPal» провела первинне публічне розміщення акцій у лютому 2002 року. Це було одне з перших IPO після атак 11 вересня. Акції зросли більш ніж на 54 % у перший день. У жовтні 2002 року «eBay» придбала «PayPal» за 1,5 мільярда доларів.
Сакс є членом так званої «Мафії PayPal», групи засновників і перших співробітників PayPal, які заснували низку інших успішних технологічних компаній. Їм часто приписують ідеї Веб 2.0 і повторну появу інтернет-компаній, орієнтованих на споживачів, після краху 2001 року.

### Кінопродюсер
Після придбання PayPal Сакс спродюсував і профінансував політичний сатиричний фільм «Дякую вам за куріння», прем'єра якого відбулася на Міжнародному кінофестивалі в Торонто 2005 року. Фільм був придбаний компанією «Twentieth Century Fox» для кінотеатрального релізу у 2006 році та був номінований на два «Золоті глобуси», включаючи «найкращий фільм — комедія або мюзикл».
Сакс розробив і спродюсував байопік «Світ Далі» 2023 року про художника Сальвадора Далі. Прем'єра фільму «Світу Далі» відбулася на Міжнародному кінофестивалі в Торонто 2022 року та була придбана компанією «Magnolia Pictures» для показу в кінотеатрах у 2023 році.

### Geni.com
У 2006 році Сакс заснував генеалогічний сайт Geni.com. Компанія Geni була придбана компанією MyHeritage у 2012 році.

### Yammer
У 2008 році Сакс і співзасновник Адам Пізоні перетворили інструмент внутрішньої комунікації в окрему компанію під назвою «Yammer».
У 2008 році «Yammer» запустив першу корпоративну соціальну мережу, безпечне рішення для внутрішнього корпоративного спілкування та співпраці, вигравши головний приз на конференції TechCrunch50. За даними «Social Capital», вірусний підхід Yammer зробив її однією з найбільш швидкозростаючих компаній програмного забезпечення як послуги (SaaS) в історії, перевищивши вісім мільйонів корпоративних користувачів лише за чотири роки. Yammer отримав приблизно 142 мільйони доларів США від компаній венчурного капіталу, таких як «Charles River Ventures», Founders Fund, «Emergence Capital Partners» і «Goldcrest Investments».
У липні 2012 року «Microsoft» придбав «Yammer» за 1,2 мільярда доларів як основну частину своєї хмарної/соціальної стратегії.

### Zenefits
У грудні 2014 року Сакс здійснив «серйозну інвестицію» в «Zenefits». У січні 2016 року правління «Zenefits» попросило його вступити на посаду тимчасового генерального директора на тлі «регуляторної кризи» щодо відповідності компанії ліцензійним вимогам, усунувши генерального директора Паркера Конрада. Пізніше Конрад охарактеризував зміну керівництва як «переворот», спровокований Саксом.
Протягом наступного року Сакс домовився про резолюцію зі страховими регуляторами по всій території США, отримавши похвалу за «виправлення ситуації». Сакс також оновив лінійку продуктів Zenefits за допомогою ініціативи, яку він назвав «Z2», представивши бізнес-модель SaaS. Невдовзі журнал «PC Magazine» зазначив, що «Zenefits» став «найкращим HR-програмним забезпеченням на ринку», а «BuzzFeed» повідомив, що компанія щорічно втрачає понад 200 мільйонів доларів. Після всього 10 місяців роботи на посаді Сакса змінив колишній генеральний директор «Ooyala» Джей Фулчер.

### Ангельські інвестиції
Сакс інвестує в технологічні компанії протягом двадцяти років. Як ангел-інвестор, його інвестиції включають «Addepar», «Affirm», «Airbnb», «Clutter», «Eventbrite», «Facebook», «Gusto», «Houzz», «Intercom», «Mixpanel», «Opendoor», «Palantir Technologies», «PayPal», «Postmates», «ResearchGate», «Rumble», «Scribd», «Slack», «SpaceX», «SurveyMonkey», «ThirdLove», «Uber» і «Wish».

### Craft Ventures
Наприкінці 2017 року Сакс став співзасновником «Craft Ventures» і зібрав початковий фонд у розмірі 350 мільйонів доларів. Згідно з публікацією Medium, опублікованою компанією, у 2021 році Craft залучили 1,1 мільярда доларів США, завдяки чому загальна сума активів під управлінням склала 2 мільярди доларів США. Єдинороги в Craft Ventures Fund I і Fund II включають «Bird», «BitGo»[джерело?], «ClickUp», «Pipe», «Reddit», «SourceGraph» і «SpaceX».

### Glue
У 2021 році Сакс і його колишній колега з «Craft» Еван Оуен спільно заснували компанію «Glue» для чатів у робочому просторі. Їхній продукт — це інструмент ШІ, який можна викликати з певних чатів на таких платформах, як Google Meet і Zoom, що дозволяє співробітникам отримувати допомогу від ШІ під час розмов. Він був представлений громадськості в травні 2024 року.

## Політична кар'єра
5 грудня 2024 року новообраний президент Дональд Трамп призначив Сакса «ШІ та крипто царем Білого дому», новоствореною посадою з метою створення правової бази для індустрії криптовалют. Трамп також призначив його очолити консультативну раду президента з питань науки і технологій.
Трамп сказав, що Сакс «захищатиме свободу слова в Інтернеті та вбереже нас від упередженості та цензури Big Tech». Крім того, Трамп заявив, що Сакс «працюватиме над правовою базою, щоб криптоіндустрія мала ясність, про яку вона просила, і могла процвітати в США».
Як повідомляє «Bloomberg News», Сакс працюватиме як «спеціальний державний службовець», що дозволяє йому працювати на уряд максимум 130 днів на рік, з компенсацією або без неї. Цей статус звільняє його від проходження слухань щодо підтвердження та від спеціальних вимог щодо розкриття фінансової інформації.

### Реакція
Призначення Сакса викликало різну реакцію. Технологічна спільнота, особливо консервативно-лібертаріанська, вважає це можливістю зменшити регулювання та збільшити інновації, що узгоджується із обіцянками Трампа просувати криптовалюту та кинути виклик попередній політиці по ШІ, щоб конкурувати з Китаєм. Сакс, відомий своїми ролями в «PayPal», своїй фірмі венчурного капіталу «Craft Ventures» і співведучого подкасту «All In», отримав як хвалу, так і критику; його участь у передвиборчій кампанії Трампа, включно з проведенням збору коштів і виступом на національному з'їзді Республіканської партії, підкреслює його політичну орієнтацію.
Проте висловлюються занепокоєння щодо потенційного конфлікту інтересів через продовження участі Сакса в приватному секторі. Критики підкреслюють відсутність традиційного урядового нагляду, оскільки він працюватиме як «спеціальний державний службовець», що не потребує підтвердження Сенату чи повного розкриття фінансової інформації. Ця домовленість призвела до дебатів щодо прозорості та підзвітності, особливо тому, що Сакс зберігає свої бізнес-інтереси, водночас потенційно впливаючи на політику. Громадські діячі, такі як Сем Альтман з OpenAI, висловили впевненість у чесності таких призначених осіб. Однак ширші наслідки для розробки політики в секторах штучного інтелекту та криптовалют залишаються в центрі уваги як спостерігачів галузі, так і політиків.

## Політичні погляди
Згідно з «The New Republic», «Сакс використовує своє багатство та вплив в Інтернеті, щоб об'єднати консерваторів і колишніх лівих у реакційний рух проти лібералізму».

### Міф про розмаїття
Після закінчення Стенфордського університету Сакс, у співавторстві з Пітером Тілем, у 1995 році написав книгу «Міф про різноманітність: мультикультуралізм і політика нетерпимості в Стенфорді» (англ. The Diversity Myth: Multiculturalism and the Politics of Intolerance at Stanford), опубліковану Незалежним інститутом. У книзі критикується політкоректність у вищій освіті та стверджується, що в кампусах коледжів більше потрібне «інтелектуальне розмаїття». Наступного року, пишучи для «Stanford Magazine», він виступав проти позитивної дискримінації у Сполучених Штатах, кажучи, що це завдало шкоди «знедоленим», а не допомогло їм, і призвело до посилення сегрегації в Стенфордському університеті в ім'я «розмаїття».

### Підтримка політичних кампаній
За даними Федеральної виборчої комісії, Сакс пожертвував 50 000 доларів на президентську кампанію кандидата від Республіканської партії Мітта Ромні в 2012 році. У 2016 році він пожертвував майже 70 000 доларів на президентську кампанію кандидата від Демократичної партії Гілларі Клінтон.
У 2022 році на виборах Ради освіти Сан-Франциско про відкликання членів Коллінза, Моліги та Лопеса, Сакс зробив один із найбільших внесків на підтримку відкликання. Він також є суттєвим бустером для кандидатів від Республіканської партії, спонсоруючи збір коштів навесні 2022 року для кандидатів у Сенат від Республіканської партії, включаючи Джей Ді Венса та Блейка Мастерса разом зі своїм колишнім колегою та партнером Кітом Рабуа. Загалом у 2022 році Сакс безпосередньо передав понад 1 мільйон доларів кандидатам у Сенат.
Сакс був модератором, коли Рон Десантіс оголосив про свою президентську кампанію 2024 року в Twitter Spaces 24 травня 2023 року. Він похвалив Десантіса та пожертвував 50 000 доларів на його кампанію. Пізніше в червні 2023 року Сакс організував захід зі збору коштів у розмірі 10 000 доларів США за тарілку для Роберта Ф. Кеннеді-молодшого. Він також організував збір коштів для Дональда Трампа у своєму будинку в червні 2024 року, під час якого було зібрано близько 12 мільйонів доларів. Сакс був спікером на національному з’їзді Республіканської партії 2024 року. Він голосував за Трампа на президентських виборах 2024 року.

### Російське вторгнення в Україну
З жовтня 2022 року Сакс коментує російське вторгнення в Україну, виступаючи проти втручання США, і особливо військової допомоги США Україні. Під час національного з’їзду Республіканської партії 2024 року Сакс заявив, що Сполучені Штати «„спровокували“ Росію вторгнутися в Україну», і заперечив твердження про те, що делегати освистали його за його антиінтервенційні зауваження.

### Silicon Valley Bank
Під час краху «Silicon Valley Bank» у березні 2023 року Сакс виступав за термінові дії уряду щодо гарантування вкладів клієнтів SVB.

## Особисте життя
7 липня 2007 року Сакс одружився на Жаклін Торторіс. Подружжя має двох доньок і одного сина. Вони живуть на Бродвеї в Пасіфік-Хайтс, що в Сан-Франциско, в районі, відомому як «Мільярдерський ряд». У червні 2024 року вони влаштували вдома збір коштів для Дональда Трампа з аншлагом, квитки коштували від 50 000 до 300 000 доларів на людину.

### Інтерв'ю
- The Way I Work. Inc. November 2011.
- Why The PayPal 'Mafia' Was So Great: Yammer CEO David Sacks Explains. Business Insider. 25 листопада 2011.
- Meet the Boss. San Francisco Chronicle. 22 лютого 2012.
- Game Changers. Time. 30 березня 2012.
- VV Show #34 - David O. Sacks, Co-Founder of PayPal and Producer of Thank You For Smoking. Venture Voice. Архів оригіналу за 9 серпня 2022. Процитовано 29 вересня 2006.
- The Truth About the Big Tech Cartel & Parler, David Sacks on The Rubin Report. Архів оригіналу за 19 грудня 2021.